# Коричневый морской окунь
Коричневый морской окунь (лат. Sebastes auriculatus) — вид морских лучепёрых рыб семейства  скорпеновых (Scorpaenidae). Обитает в северо-восточной части Тихого океана. Встречается на глубине до 135 м. Максимальная длина 56 см.

## Описание
Грузное массивное тело покрыто ктеноидной чешуёй. На голове многочисленные сильные шипы. Межглазничное пространство плоское или слегка выпуклое. На первой жаберной дуге 42—49 жаберных тычинок. Длинный спинной плавник с 13 колючими и 12—15 мягкими лучами, в анальном плавнике 3 колючих и 5—8 мягких лучей. В грудном плавнике 25—30 мягких лучей. Хвостовой плавник закруглённый. В боковой линии 42—49 чешуй. Все колючие лучи ядовитые.

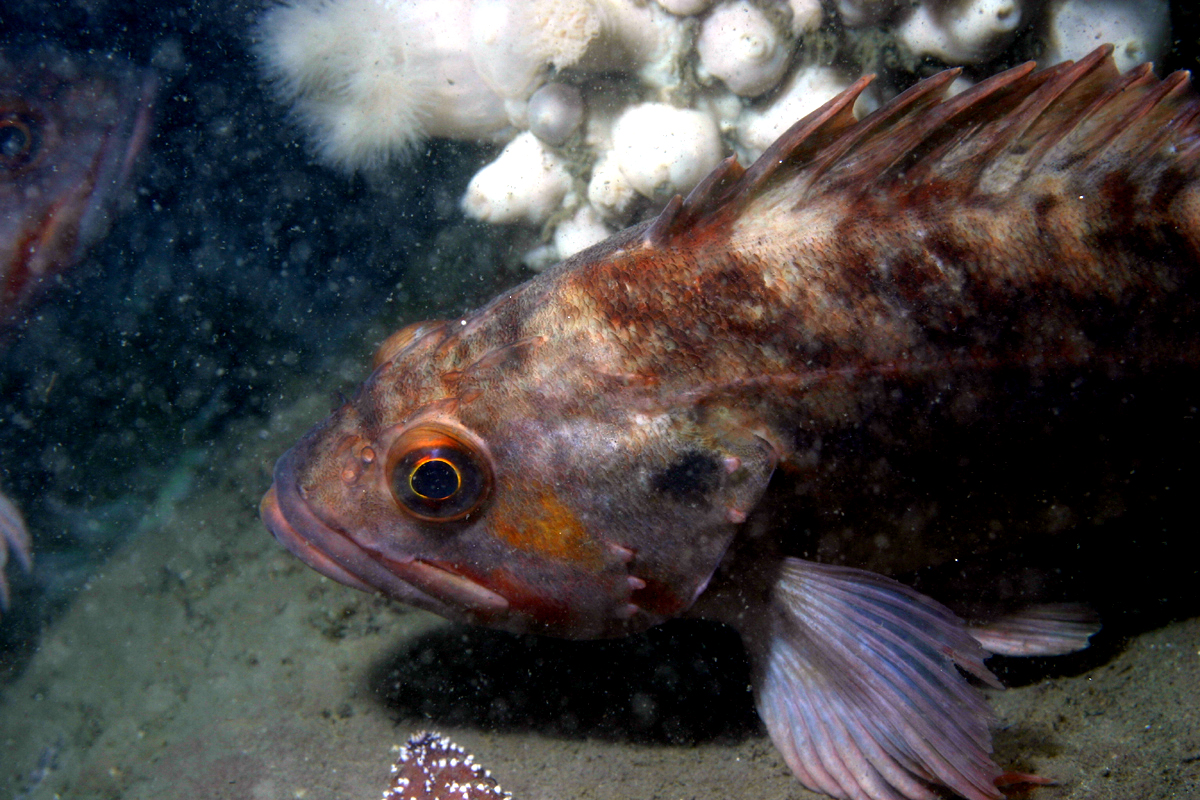

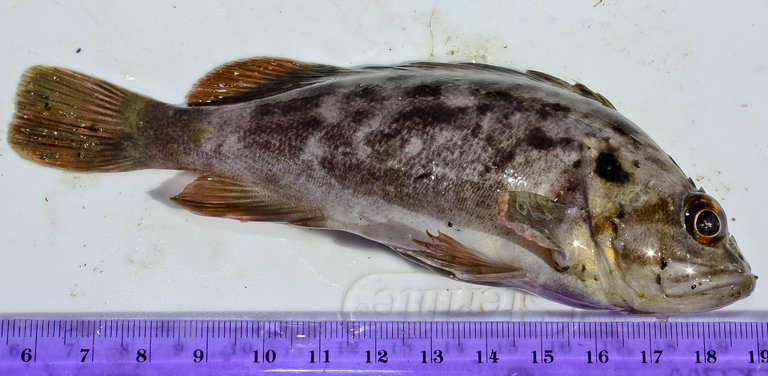

Тело окрашено в коричневый цвет с различными оттенками и покрыто многочисленными округлыми пятнышками тёмно-коричневого, красно-коричневого и чёрного цвета. На юге ареала обнаружены формы данного вида, имеющие красную окраску тела. На заднем крае жаберной крышки имеется чётко выраженное тёмное пятно. У крупных особей данное пятно становится блёклым. От верхней челюсти и глаз отходят красно-коричневые, коричневые или оранжевые радиальные полосы. Плавники тёмно-розовые.
Максимальная длина тела 56 см.

## Биология
Личинки и молодь коричневого морского окуня ведут пелагический образ жизни в течение 2,5—3-х месяцев. Затем откочёвывают к мелководным участкам прибрежья и переходят к придонному образу жизни на глубине до 30 м. Взрослые особи ведут одиночный образ жизни на глубине до 150 м (обычно не глубже 120 м), иногда образуют небольшие группы. Не совершают протяжённых миграций. Самки и самцы растут примерно с одинаковой скоростью. Продолжительность жизни до 34 лет. Охотятся в ночные часы, а днём прячутся в расщелинах скал или среди зарослей водной растительности.

### Питание
Коричневый морской окунь питается мелкими рыбами и беспозвоночными небольшого размера (крабы, креветки и др.)

### Размножение
Самцы и самки коричневого морского окуня созревают примерно при одинаковой длине тела. Небольшая часть рыб созревает в возрасте трёх лет при длине тела 19 см. 50% особей в популяции созревает при длине тела 24—31 см в возрасте 4—5 лет, а все особи созревают при длине тела 38 см в возрасте 10 лет. По другим данным все особи коричневого морского окуня созревают в возрасте 6 лет. Живородящие рыбы. Оплодотворение внутреннее, в разных частях ареала происходит в разные сезоны. Сперма сохраняется внутри самки в течение нескольких месяцев до оплодотворения икры. Вылупление происходит внутри самки. Плодовитость варьируется от 55 тысяч до 339 тысяч икринок. В некоторых регионах самка может выметать несколько порций личинок за сезон. В заливе Принца Уильяма сезон вымета личинок приходится на апрель — июнь; у побережья центральной и северной Калифорнии — с декабря по июнь, а у южной Калифорнии пик вымета личинок наблюдается в январе и вымет продолжается до августа.

## Распространение
Распространены в прибрежных водах северо-восточной части Тихого океана. Ареал простирается от Южной Нижней Калифорнии до пролива Принца Уильяма и далее на север до залива Аляска. Наиболее многочисленны в центральной и южной частях пролива Принца Уильяма, а также от Баия-Тортугас до бухты Бодега (Калифорния) . 

## Хозяйственное значение
Коричневый морской окунь имеет промысловое значение, особенно в плане поставок живой рыбы. Является популярным объектом спортивной рыбалки.